# Pedicularis macrorhyncha
Pedicularis macrorhyncha är en snyltrotsväxtart som beskrevs av Hui Lin Li. Pedicularis macrorhyncha ingår i släktet spiror, och familjen snyltrotsväxter. Inga underarter finns listade i Catalogue of Life.